# Karl Rix
Karl (Carl Michael) Rix (* 1. August 1912 in Wien, Österreich-Ungarn; † 4. August 1989 in Berlin) war ein Maler und Grafiker, der vor den Nationalsozialisten aus Österreich emigrierte und später aus Kanada in die DDR ging.

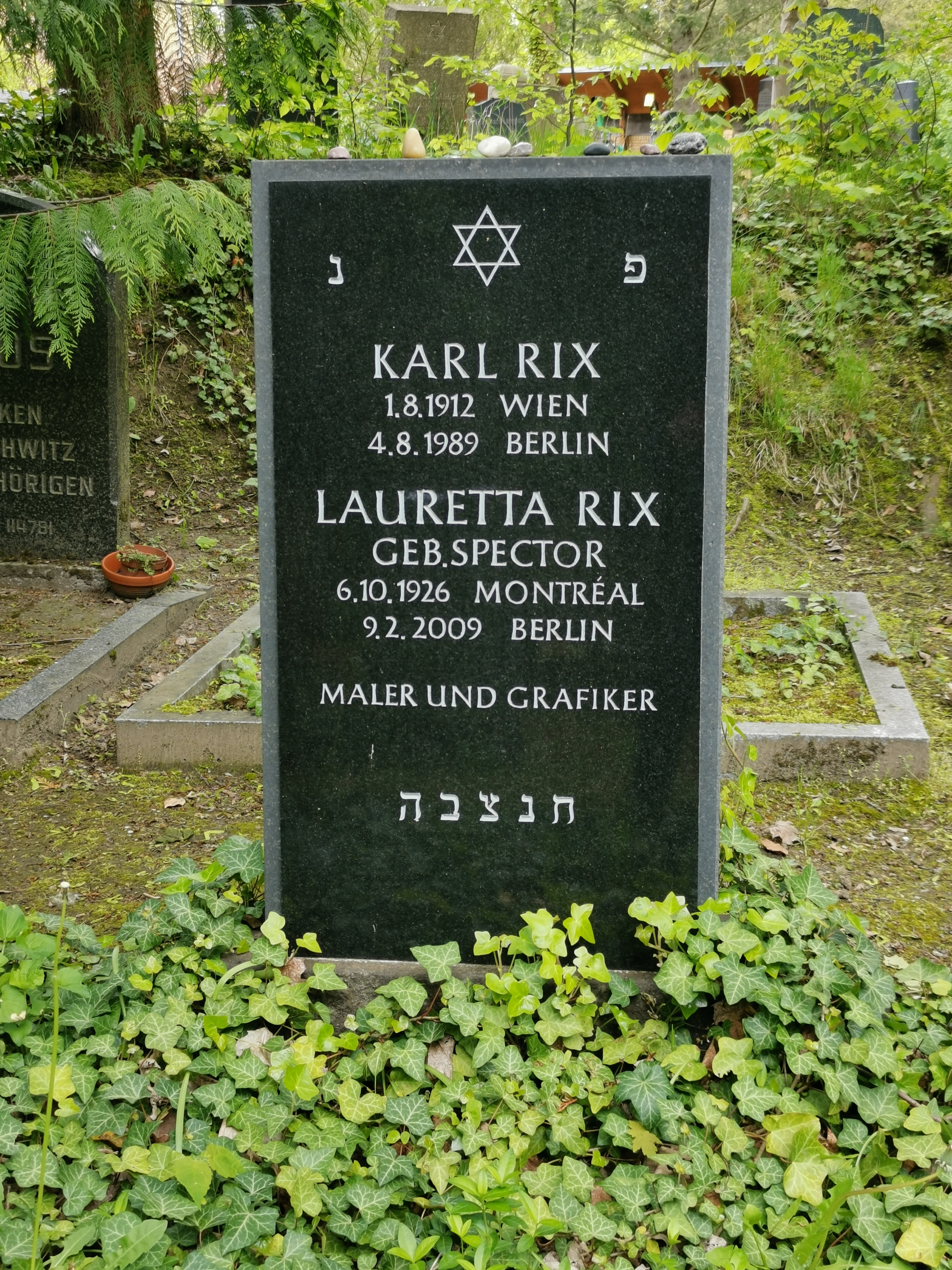
Grab der Eheleute Rix auf dem Jüdischen Friedhof Berlin-Weißensee, Feld Z 1

## Leben und Werk
Rix kam aus einer jüdischen Wiener Familie. Seine Eltern waren David Rix und Margarethe, geb. Popper. Er absolvierte die Höhere Graphische Bundes-Lehr- und Versuchsanstalt Wien, arbeitete danach als Grafiker und hatte Kontakt zu linkspolitischen Kreisen. In einer nach dem Anschluss Österreichs an das Deutsche Reich 1938 erstellten „Liste der Arbeitenden“ der Biologischen Versuchsanstalt der Österreichischen Akademie der Wissenschaften ist ein Karl Rix als „ausgetretener“ (d. h. aus der jüdischen Religionsgemeinschaft ausgetretener) „Nichtarier“ vermerkt, der mit Rix identisch sein dürfte. Rix bemühte sich über die Wiener Israelitische Kultusgemeinde um seine Auswanderung. Dabei gab er als Beruf „Textilzeichner für gedruckte Modestoffe, Reklamezeichner und Illustrator“ an und als seine letzte Anstellung das Textilzeichenatelier Charlotte Handl in Wien-Döbling.
Mit Hilfe der Quäker gelang Rix die Ausreise nach Großbritannien. Er erhielt den Status eines Enemy Alien und wurde 1940 nach Kanada interniert. Nachdem feststand, dass er ein Antifaschist war, wurde er freigelassen und trat der kanadischen Armee bei. Er absolvierte die Grundausbildung, kam aber wegen des Kriegsendes nicht mehr zum Einsatz. Nach seiner Demobilisierung blieb Rix in Kanada. Er besuchte die Kunstschule in Montreal, wo er Lauretta Spector kennenlernte, die er 1947 heiratete. Lauretta Rix und er arbeiteten dann als freischaffende Künstler seit den frühen 1950er Jahren in Toronto. Sie schufen neben freien Arbeiten, oft gemeinsam, u. a. eine bedeutende Zahl von Werken für private und öffentliche Auftraggeber, darunter 1960 ein großflächiges Emaille-Wandbild an der District Secondary School in Owen Sound.
1965 entschlossen sie sich, mit ihren 10 und 15 Jahre alten Töchtern Rebecca (später Lahmann) und Deborah (später Simon, Ehefrau von Hermann Simon) in die DDR auszuwandern. Dort glaubten sie ihre Vorstellungen von einer sozialistischen Gesellschaft verwirklicht. Außerdem hofften sie, mit ihrer künstlerischen Arbeit eine sichere materielle Basis zu haben. Sie lebten und arbeiteten in Berlin-Pankow. Rix erhielt 1984 den Vaterländischen Verdienstorden in Bronze.

## Fotografische Darstellung Rix’
- Christian Borchert: Das Malerehepaar Karl Rix und Lauretta Rix in seiner Wohnung (1975)[3]

## Werke (Auswahl)

### Tafelbilder
- Reiten lernen (Öl, 95 × 115 cm)[4]
- Mutter und Kind (Öl, 97 × 77 cm)[5]
- Figürliche Komposition / Paar (Öl, 100 × 80 cm)[6]
- Hoffnung (Öl, 100 × 80 cm, 1984)[7]

### Druckgrafik
- Hund und Kind (Holzschnitt, 21 × 30 cm)[8]

### Buchillustrationen
- Rubaboo 2. Stories for boys and girls from ten to twelve. W. J. Gage, Scarborough, 1963 (mit Karl Rix)